# 권광민
권광민(1997년 12월 12일 ~ )은 KBO 리그 한화 이글스의 내야수이다.

## 미국 프로야구 시절
2016년에 120만 달러의 계약금을 받고 시카고 컵스에 입단하였다.

## 호주 프로야구 시절
2018년에 질롱 코리아에 입단하였다.

## 한국 독립야구 시절
2021년에 스코어본 하이에나들에 입단하였다.

## 한국 프로야구 시절

### 한화 이글스시절
2022년에 입단하였다. 2022년 5월 24일 두산 베어스와의 경기에 출전하며 데뷔 첫 경기를 치렀고, 경기에서 1타수 무안타를 기록했다.

## 호주 프로야구 복귀
2023년에 질롱 코리아에 재입단하였다.

## 출신 학교
- 천안남산초등학교(전학) → 서울청구초등학교
- 홍은중학교
- 장충고등학교

## 통산 기록
| 연도 | 팀명  | 타율  | 경기 | 타수 | 득점 | 안타 | 2루타 | 3루타 | 홈런 | 루타 | 타점 | 도루 | 도실 | 볼넷 | 사구 | 삼진 | 병살 | 실책 |
| ---- | ----- | ----- | ---- | ---- | ---- | ---- | ----- | ----- | ---- | ---- | ---- | ---- | ---- | ---- | ---- | ---- | ---- | ---- |
| 2022 | 한화  | 0.225 | 32   | 71   | 6    | 16   | 3     | 1     | 0    | 21   | 8    | 0    | 1    | 13   | 1    | 30   | 0    | 0    |
| 2023 | 한화  | 0.151 | 66   | 73   | 11   | 11   | 1     | 1     | 2    | 20   | 9    | 2    | 0    | 6    | 1    | 24   | 2    | 3    |
| 2024 | 한화  | 0.271 | 19   | 48   | 10   | 13   | 3     | 0     | 4    | 28   | 9    | 0    | 0    | 3    | 0    | 17   | 0    | 0    |
| 통산 | 3시즌 | 0.208 | 117  | 192  | 27   | 40   | 7     | 2     | 6    | 69   | 26   | 2    | 1    | 22   | 2    | 71   | 2    | 3    |